# Liste des films soviétiques sortis en 1928
Cet article présente une liste des films produits en Union soviétique en 1928:

## 1928
| 1928                            |                    |                                       |
| Blue Collars                    |                    | Boris Shpis                           |
| Heroic Deed Among the Ice       | Подвиг во льдах    | Georgi Vasilyev and Sergueï Vassiliev |
| La Maison de la place Troubnaia | Дом на Трубной     | Boris Barnet                          |
| Laughter Through Tears          |                    | Grigori Gricher-Cherikover            |
| Snow Boys                       |                    | Boris Shpis                           |
| Tempête sur l'Asie              | Потомок Чингисхана | Vsevolod Poudovkine                   |
| La Ville lumineuse              | Светлый город      | Ivan Pravov et Olga Preobrajenskaïa   |
| Zvenigora                       | Звенигора          | Alexandre Dovjenko                    |